# Slag bij Caltavuturo
De Slag om Caltavuturo werd uitgevochten in 881 of 882 tussen het Byzantijnse rijk en het Aghlabidische rijk, tijdens de islamitische verovering van Sicilië. Het was een grote Byzantijnse overwinning, hoewel het de islamitische verovering van Sicilië niet ongedaan kon maken.
In 880 zorgde een opeenvolging van successen op zee onder admiraal Nasar ervoor dat de Byzantijnse keizer Basileios I de Macedoniër een tegenoffensief plande tegen de Aghlabiden in Zuid-Italië en Sicilië. Op Sicilië hadden de Aghlabiden echter nog steeds de overhand: in het voorjaar van 881 deed de Aghlabidische gouverneur al-Hasan ibn al-Abbas een inval in de resterende Byzantijnse gebieden en versloeg daarbij de lokale commandant, Barsakios, nabij Taormina.
Later in 881 of in 882 echter namen de Byzantijnen hun revanche en versloegen ze een Aghlabidisch leger onder Abu Thawr zo volledig dat naar verluidt slechts zeven mannen het overleefden. De zegevierende Byzantijnse commandant wordt door moderne historici geïdentificeerd met Mosilikes, van wie bekend is dat hij in de vroege jaren 880 in het gebied heeft gediend. Volgens de hagiografie van de patriarch van Constantinopel, Ignatios, riep de generaal de patriarch aan tijdens het gevecht, en hij verscheen op een wit paard in de lucht voor hem en adviseerde hem om zijn aanval naar rechts te lanceren. Mosilikes volgde het advies op en won. De strijd gaf zijn naam aan de plaats: de 12e-eeuwse geograaf Muhammad al-Idrisi noemde de plaats Qalʿat Abī Thawr ("Kasteel van Abū Ṯhawr"), wat de oorsprong is van de moderne naam Caltavuturo.

## Nasleep
In de loop van de volgende jaren lanceerden de moslims verschillende aanvallen: tegen Catania, Taormina en "de stad van de koning" (mogelijk Polizzi) in 883, tegen Rometta en Catania in 884 en opnieuw tegen Catania en Taormina in 885. Deze expedities waren succesvol voor zover ze voldoende buit of eerbetoon opleverden om het leger te betalen, maar de moslims slaagden er niet in de Byzantijnse bolwerken te veroveren.